# Перлівка (рослина)
Перлівка (Melica) — рід багаторічних трав'янистих рослин родини тонконогові (Poaceae).

## Опис

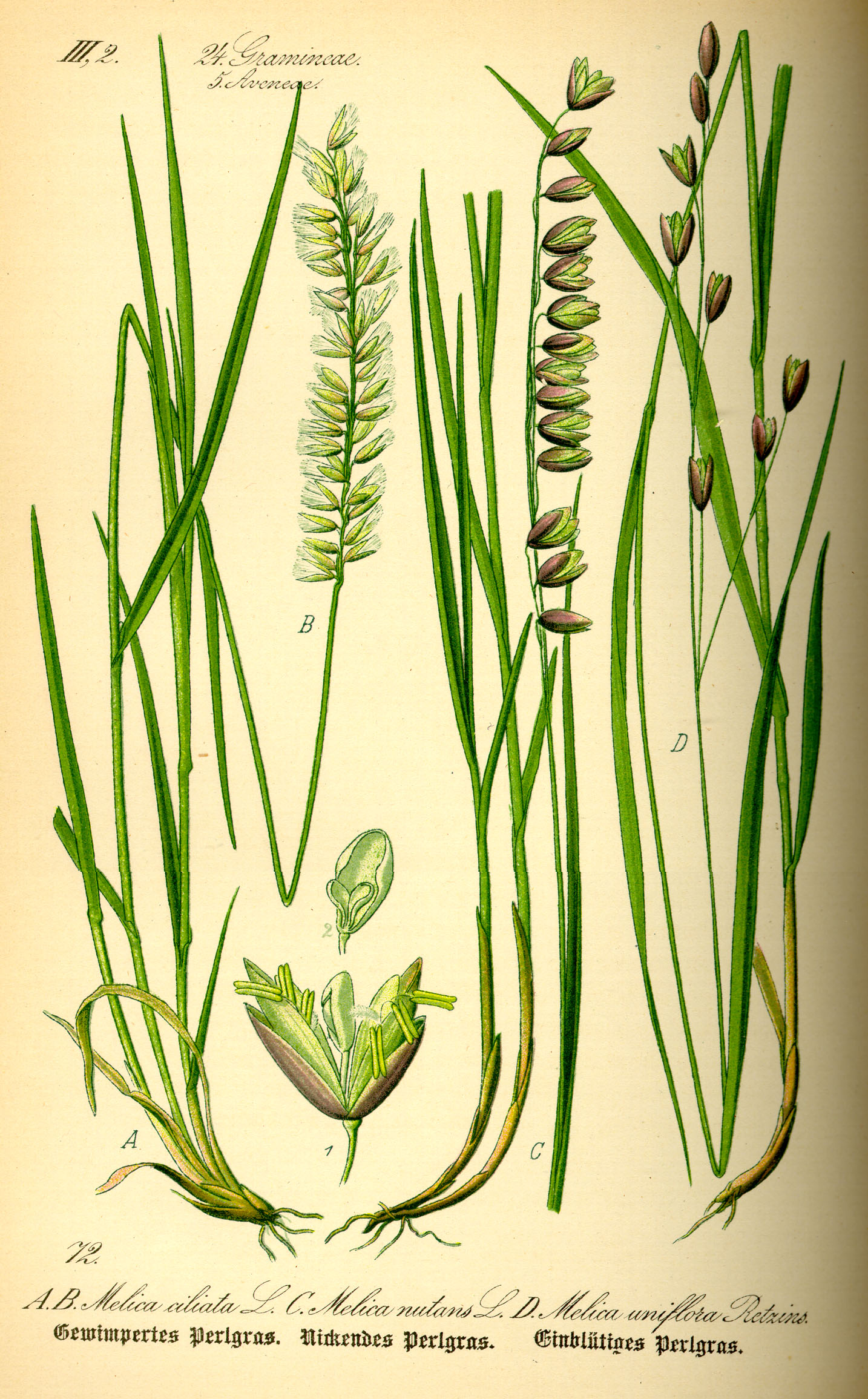
Ілюстрація з видання Отто Вільгельма Томе Томе «Flora von Deutschland, Österreich und der Schweiz» («Флора Німеччини, Австрії та Швейцарії») 1885 року

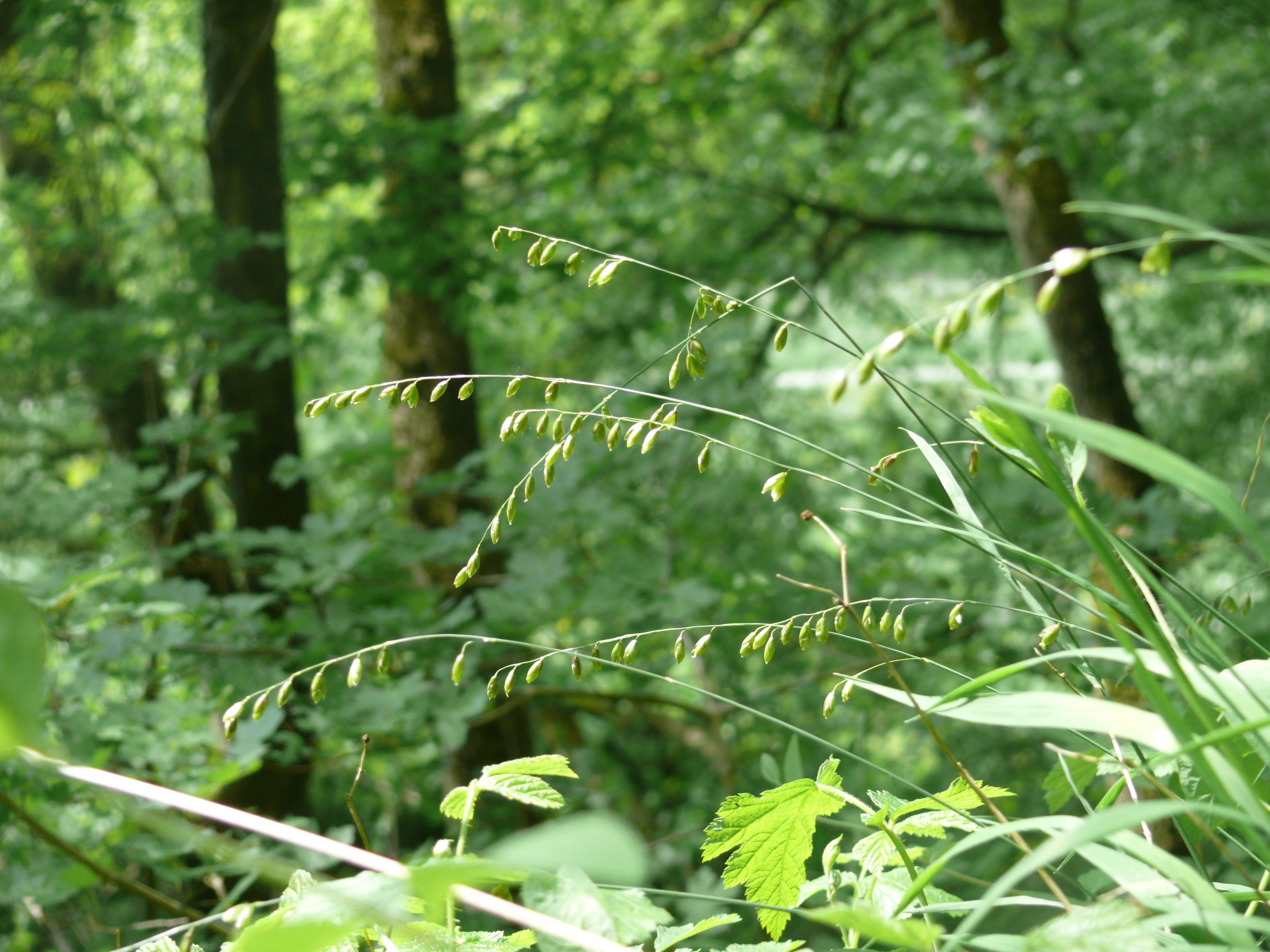
Перлівка барвиста (Melica picta)

Рослини з повзучими кореневищами або без них. Листки з вузьколінійними шорсткими пластинками і замкнутими піхвами. Піхви майже по всій довжині замкнуті (зрощені краями). Суцвіття — однобічна, досить густа, рихла або колосоподібна волоть. Колоски 0,4—1,2 см завдовжки, 2—5-квіткові, стиснуті з боків, з 1—3 двостатевими квітками і булавоподібним придатком з недорозвинених квіток; нижні квіткові луски від яйцеподібних до ланцетних, з 7—9 жилками, безості.

## Поширення і екологія
За даними спільного інтернет-проекту Королівських ботанічних садів у К'ю і Міссурійського ботанічного саду The Plant List рід Digitaria налічує 92 визнаних види. Переважно мезофільні лісові, лучні і скельні рослини, а також степові і напівпустельні ксерофіти. Поширені переважно в помірному поясі обох півкуль (крім Австралії) і в горах тропічного поясу.
В Україні зустрічаються:
- перлівка висока (Melica altissima L.),
- перлівка війчаста (Melica ciliata L.),
- перлівка поникла (Melica nutans L.),
- перлівка барвиста (Melica picta K.Koch),
- перлівка трансильванська (Melica transsilvanica Schur),
- перлівка одноцвіта (Melica uniflora Retz.).

Найпоширеніші з них перлівка поникла (Melica nutans) і перлівка барвиста (Melica picta). У Криму на скелях росте перлівка кримська (Melica taurica = Melica ciliata subsp. taurica). Зростають у листяних і мішаних лісах, по узліссях серед чагарників.

## Використання
Перлівка трансильванська (Melica transsilvanica), що росте по степових схилах і чагарниках, — хороший корм для коней. Деякі види використовуються як декоративні рослини.